# Archytas goncalvesi
Archytas goncalvesi là một loài ruồi trong họ Tachinidae.